# Amaurornis moluccana
La gallineta moluqueña (Amaurornis moluccana) es una especie de ave gruiforme de la familia Rallidae propia de los humedales de la Wallacea, Melanesia y Australia. Su área de distribución se extiende desde Indonesia hasta las Islas Salomón, incluyendo Nueva Guinea y Australia.

## Subespecies
Se conocen cuatro subespecies de Amaurornis moluccana:
- Amaurornis moluccana moluccana - Islas Sangihe, Molucas y Misool, oeste y norte de Nueva Guinea.
- Amaurornis moluccana nigrifrons - Islas Bismarck e Islas Salomón.
- Amaurornis moluccana ultima - este de Islas Salomón.
- Amaurornis moluccana ruficrissa - sur y este de Nueva Guinea, norte y noreste de Australia.